# Марафона, Жозе Карлуш
Жозе Карлуш Коэнтран Марафона (порт. José Carlos Coentrão Marafona, 8 мая 1987, Вила-ду-Конде) — португальский футболист, вратарь клуба «Пасуш де Феррейра» и национальной сборной Португалии.

## Клубная карьера
Карлуш Марафона начинал заниматься футболом в клубе «Риу Аве», где также играл на позиции вратаря его старший брат Жозе Антониу. Карлуш позднее перевёлся в школу клуба «Варзим». В «Варзиме», который выступал во втором дивизионе чемпионата Португалии, состоялся профессиональный дебют Марафоны. 19 ноября 2006 года он впервые вышел на поле в официальном матче за клуб, заменив основного вратаря Руя Барбозу в матче с «Жил Висенте». Марафона пропустил два гола, встреча завершилась со счётом 2:2. В 2006—2007 годах молодой вратарь редко получал игровую практику, но в сезоне 2008/2009 ему удалось стать основным вратарём «Варзима». За четыре сезона в «Варзиме» сыграл 57 матчей во втором дивизионе.
В 2010 году Марафона перешёл в клуб португальской Примейры «Маритиму», с которым заключил контракт на четыре года. В сезоне 2010/2011 он был резервным вратарём команды и вышел на поле лишь один раз, в матче с «Авешем» в Кубке Португалии. Летом 2011 года «Авеш», выступавший во второй лиге, взял Марафону в годичную аренду, которая затем была продлена ещё на год. В этом клубе Карлуш был основным вратарём, за два года сыграл 54 матча. После возвращения летом 2013 года в «Маритиму», где уже было три вратаря, Марафона оказался клубу не нужен и договорился о расторжении контракта.
30 августа 2013 года, после расторжения контракта с «Маритиму», Марафона в статусе свободного агента заключил соглашение с клубом «Морейренсе» из второго дивизиона. Он стал основным вратарём и одним из ключевых игроков команды, которая в сезоне 2013/2014 выиграла второй дивизион и вышла в Примейру. Марафаона в 25 матчах пропустил лишь 12 голов и был удостоен включения в символическую сборную сезона по версии издания RECORD. Он остался основным вратарём клуба и в следующем сезоне, когда без замен отыграл все 34 матча в чемпионате Португалии. В феврале 2015 года в СМИ сообщалось об интересе лиссабонской «Бенфики» к Марафоне, на эти сообщения вратарь ответил, что не хочет переходить в столичный клуб из-за высокой конкуренции на его позиции.
В июле 2015 года Марафона в статусе свободного агента заключил двухлетний контракт с клубом «Пасуш де Феррейра». В новой команде он сразу же стал основным вратарём и к середине сезона сыграл 19 матчей в чемпионате Португалии. В контракте Марафоны была опция, дающая ему возможность перейти в любой клуб, готовый заплатить за него 400 тыс. евро. Этой опцией 25 января 2016 года воспользовался клуб «Брага», заключивший с вратарём контракт до конца июня 2019 года. В новой команде Марафона воссоединился с тренером Паулу Фонсекой, под началом которого играл в «Авеше» в сезоне 2011/2012.
Дебют Марафоны в «Браге» состоялся 31 января 2016 года. В тот день он отстоял весь матч с «Боавиштой» в чемпионате Португалии, встреча завершилась нулевой ничьей. 22 мая 2016 года Марафона защищал ворота «Браги» в финальном матче Кубка Португалии против «Порту». Основное время матча завершилось со счётом 2:2, а в серии пенальти победу одержала «Брага» благодаря двум отражённым Марафоной ударам противника. 29 сентября 2016 года состоялся дебют 29-летнего Марафоны в еврокубках. Он вышел в стартовом составе на матч группового этапа Лиги Европы против донецкого «Шахтёра», отстоял в воротах всю встречу и пропустил два гола. Матч завершился со счётом 2:0 в пользу «Шахтёра».

## Выступления за сборную
В марте 2015 года Марафона был впервые вызван в национальную сборную Португалии, став первым представителем клуба «Морейренсе» в истории национальной команды. 31 марта 2015 года он провёл на скамейке запасных товарищеский матч со сборной Кабо-Верде. В следующий раз в сборную Марафона был вызван лишь в августе 2016 года вместо травмированного Антони Лопеша на товарищеский матч с командой Гибралтара и матч отборочного турнира к чемпионату мира со сборной Швейцарии. Оба матча он провёл в запасе.

## Достижения
- Финалист Кубка португальской лиги (1): 2016/17

## Статистика
| Клуб                         | Сезон                        | Национальный чемпионат       | Национальный чемпионат | Национальный чемпионат | Национальные кубки | Национальные кубки | Еврокубки | Еврокубки | Всего | Всего |
| Клуб                         | Сезон                        | Лига                         | Игры                   | Голы                   | Игры               | Голы               | Игры      | Голы      | Игры  | Голы  |
| ---------------------------- | ---------------------------- | ---------------------------- | ---------------------- | ---------------------- | ------------------ | ------------------ | --------- | --------- | ----- | ----- |
| Варзим                       | 2006/2007                    | Сегунда                      | 3                      | 0                      | 0                  | 0                  | 0         | 0         | 3     | 0     |
| Варзим                       | 2007/2008                    | Сегунда                      | 1                      | 0                      | 0                  | 0                  | 0         | 0         | 1     | 0     |
| Варзим                       | 2008/2009                    | Сегунда                      | 23                     | 0                      | 0                  | 0                  | 0         | 0         | 23    | 0     |
| Варзим                       | 2009/2010                    | Сегунда                      | 30                     | 0                      | 4                  | 0                  | 0         | 0         | 34    | 0     |
| Всего за «Варзим»            | Всего за «Варзим»            | Всего за «Варзим»            | 57                     | 0                      | 4                  | 0                  | 0         | 0         | 61    | 0     |
| Маритиму                     | 2010/2011                    | Примейра                     | 0                      | 0                      | 1                  | 0                  | 0         | 0         | 1     | 0     |
| Всего за «Маритиму»          | Всего за «Маритиму»          | Всего за «Маритиму»          | 0                      | 0                      | 1                  | 0                  | 0         | 0         | 1     | 0     |
| Авеш                         | 2011/2012                    | Сегунда                      | 26                     | 0                      | 3                  | 0                  | 0         | 0         | 29    | 0     |
| Авеш                         | 2012/2013                    | Сегунда                      | 28                     | 0                      | 0                  | 0                  | 0         | 0         | 28    | 0     |
| Всего за «Авеш»              | Всего за «Авеш»              | Всего за «Авеш»              | 54                     | 0                      | 3                  | 0                  | 0         | 0         | 57    | 0     |
| Морейренсе                   | 2013/2015                    | Сегунда                      | 25                     | 0                      | 1                  | 0                  | 0         | 0         | 26    | 0     |
| Морейренсе                   | 2014/2015                    | Примейра                     | 34                     | 0                      | 4                  | 0                  | 0         | 0         | 38    | 0     |
| Всего за «Морейренсе»        | Всего за «Морейренсе»        | Всего за «Морейренсе»        | 59                     | 0                      | 5                  | 0                  | 0         | 0         | 64    | 0     |
| Пасуш де Феррейра            | 2015/2016                    | Примейра                     | 19                     | 0                      | 0                  | 0                  | 0         | 0         | 19    | 0     |
| Всего за «Пасуш де Феррейра» | Всего за «Пасуш де Феррейра» | Всего за «Пасуш де Феррейра» | 19                     | 0                      | 0                  | 0                  | 0         | 0         | 19    | 0     |
| Брага                        | 2015/2016                    | Примейра                     | 13                     | 0                      | 1                  | 0                  | 0         | 0         | 14    | 0     |
| Брага                        | 2016/2017                    | Примейра                     | 5                      | 0                      | 1                  | 0                  | 1         | -2        | 7     | 0     |
| Всего за «Брагу»             | Всего за «Брагу»             | Всего за «Брагу»             | 18                     | 0                      | 2                  | 0                  | 1         | 0         | 21    | 0     |
| Всего за карьеру             | Всего за карьеру             | Всего за карьеру             | 207                    | 0                      | 15                 | 0                  | 1         | 0         | 223   | 0     |